# Jaime Fillol
Jaime José Fillol Durán (* 3. Juni 1946 in Santiago de Chile) ist ein ehemaliger chilenischer Tennisspieler; er trat unter dem Namen Jaime Fillol an.

## Karriere
Jaime Fillol nahm von der ersten Saison der Open Era im Jahr 1968 an bei Turnieren der ATP Tour teil. Bereits vorher spielte er mehrfach bei den US Open.

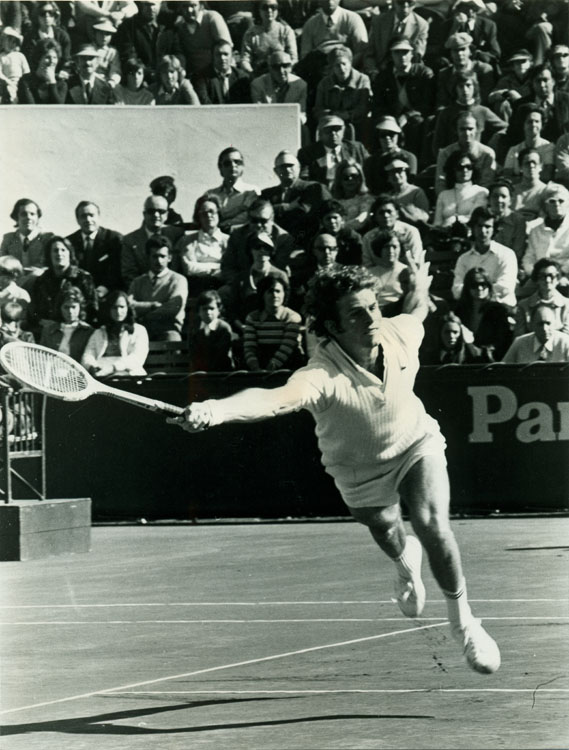
Jaime Fillol (1973)

Im Jahr 1968 erreichte er bereits die Finalpartien in den US-amerikanischen Städten St. Petersburg und Indianapolis, wobei er das zweite erreichte Finale für sich entscheiden konnte. Im folgenden Jahr konnte er mit seinem langjährigen Doppelpartner Patricio Cornejo zwei Doppelkonkurrenzen für sich entscheiden. 1972 konnte er gemeinsam mit Cornejo das Finale der French Open und 1974 das Doppelfinale der US Open erreichen, was neben einer Finalteilnahme im Mixed der French Open 1975 seine besten Grand-Slam-Ergebnisse darstellen sollte.
Im Einzel konnte er bei Grand-Slam-Turnieren zwar nie weitere Runden als das Viertelfinale erreichen, errang aber insgesamt acht Einzeltitel auf der Tour. Im Doppel war er mit 16 Titeln erfolgreicher, anfangs mit Cornejo, später mehrere Male mit seinem jüngeren Bruder Álvaro.
Fillol trat zwischen 1969 und 1983 für die chilenische Davis-Cup-Mannschaft an. Er wurde in 28 Begegnungen eingesetzt und spielte insgesamt 73 Matches. Von 48 Einzelmatches gewann er 22, von 25 Doppelmatches konnte er neun für sich entscheiden. Sein größter Erfolg mit der Mannschaft war die Finalteilnahme in der Weltgruppe beim Davis Cup 1976; sie verloren dieses gegen die italienische Davis-Cup-Mannschaft 1:4.
Zwischen 1978 und 1980 war Fillol Präsident der ATP. Im Jahr 1985 trat er letztmalig bei einem Turnier auf professioneller Ebene an.

## Privates
Neben seinem Bruder Álvaro hat Jaime Fillol weitere Familienmitglieder, die ihre Sportarten professionell betrieben oder heute ausführen.
Er ist mit der Amerikanerin Mindy Haggstrom verheiratet, mit der er fünf Kinder und 17 Enkel hat. Sein Sohn Jaime trat auch bei professionellen Tennisturnieren an und konnte einen Doppeltitel auf der Challengertour gewinnen. Seine Tochter Cecilia ist ehemalige Volleyballspielerin; sie und ihr Ehemann sind Eltern des Profitennisspielers Nicolás Jarry. Der ehemalige Tennisprofi Martín Rodríguez ist ein Schwiegersohn Fillols.

## Erfolge
| Legende                  |
| Grand Slam               |
| Saisonendveranstaltungen |
| Open-Era-Turniere (24)   |
| ATP Challenger Tour (1)  |

| Titel nach Belag |
| Hartplatz (3)    |
| Rasen (2)        |
| Sand (14)        |
| Teppich (5)      |

### Einzel

#### Turniersiege
| Nr. | Jahr              | Turnier      | Belag       | Finalgegner       | Ergebnis                |
| --- | ----------------- | ------------ | ----------- | ----------------- | ----------------------- |
| 1.  | 14. Juli 1968     | Indianapolis | Sand        | Cliff Richey      | 6:1, 7:5, 6:2           |
| 2.  | 7. Februar 1971   | Washington   | Teppich (i) | Thomaz Koch       | 6:1, 3:6, 6:4, 6:7, 6:4 |
| 3.  | 25. Juli 1971     | Clemmons (1) | Sand        | Željko Franulović | 4:6, 6:4, 7:6           |
| 4.  | 12. August 1973   | Clemmons (2) | Sand        | Gerald Battrick   | 6:2, 6:4                |
| 5.  | 1. Juni 1975      | Düsseldorf   | Sand        | Jan Kodeš         | 6:4, 1:6, 6:0, 7:5      |
| 6.  | 8. Februar 1976   | Dayton       | Teppich (i) | Andrew Pattison   | 6:4, 6:7, 6:4           |
| 7.  | 1. März 1981      | Mexiko-Stadt | Sand        | David Carter      | 6:2, 6:3                |
| 8.  | 28. November 1982 | Itaparica    | Teppich     | Ricardo Acuña     | 7:6, 6:4                |

#### Finalteilnahmen
| Nr. | Jahr              | Turnier            | Belag         | Finalgegner       | Ergebnis           |
| --- | ----------------- | ------------------ | ------------- | ----------------- | ------------------ |
| 1.  | 14. April 1968    | St. Petersburg (1) | Sand          | Mike Belkin       | 6:2, 0:6, 5:7, 4:6 |
| 2.  | 23. März 1969     | St. Petersburg (2) | Sand          | Željko Franulović | 4:6, 2:6, 4:6      |
| 3.  | 23. August 1970   | Haverford          | Rasen         | Ray Ruffels       | 2:6, 6:7, 3:6      |
| 4.  | 23. April 1973    | Johannesburg       | Hartplatz     | Brian Gottfried   | kampflos           |
| 5.  | 21. Oktober 1973  | Madrid (1)         | Sand          | Tom Okker         | 6:4, 3:6, 3:6, 5:7 |
| 6.  | 14. April 1974    | Orlando            | Hartplatz     | John Newcombe     | 2:6, 6:3, 3:6      |
| 7.  | 4. August 1974    | Louisville         | Hartplatz     | Guillermo Vilas   | 4:6, 5:7           |
| 8.  | 31. Oktober 1976  | Paris              | Hartplatz (i) | Eddie Dibbs       | 7:5, 4:6, 4:6, 6:7 |
| 9.  | 28. November 1976 | Buenos Aires (1)   | Sand          | Guillermo Vilas   | 2:6, 2:6, 3:6      |
| 10. | 12. Juni 1977     | Nottingham         | Rasen         | Tim Gullikson     | kampflos           |
| 11. | 12. Juni 1977     | Toronto            | Sand          | Jeff Borowiak     | 0:6, 1:6           |
| 12. | 16. Oktober 1977  | Madrid (2)         | Sand          | Björn Borg        | 3:6, 0:6, 7:6, 6:7 |
| 13. | 20. November 1977 | Santiago de Chile  | Sand          | Guillermo Vilas   | 0:6, 6:2, 4:6      |
| 14. | 26. November 1977 | Buenos Aires (2)   | Sand          | Guillermo Vilas   | 2:6, 5:7, 6:3, 3:6 |
| 15. | 20. Februar 1983  | Viña del Mar       | Sand          | Víctor Pecci      | 6:2, 5:7, 4:6      |

### Doppel

#### Turniersiege

##### ATP Tour
| Nr. | Jahr              | Turnier           | Belag       | Doppelpartner    | Finalgegner                      | Ergebnis       |
| --- | ----------------- | ----------------- | ----------- | ---------------- | -------------------------------- | -------------- |
| 1.  | 13. Juli 1969     | Washington        | Sand        | Patricio Cornejo | Bob Lutz Stan Smith              | 4:6, 6:1, 6:4  |
| 2.  | 16. November 1969 | Buenos Aires      | Sand        | Patricio Cornejo | Roy Emerson Frew McMillan        | kampflos       |
| 3.  | 30. August 1970   | South Orange      | Rasen       | Patricio Cornejo | Andrés Gimeno Rod Laver          | 3:6, 7:6, 7:6  |
| 4.  | 19. März 1972     | Caracas (1)       | Rasen       | Patricio Cornejo | Jim McManus Manuel Orantes       | 6:4, 6:3, 7:6  |
| 5.  | 27. April 1975    | Charlotte         | Sand        | Patricio Cornejo | Ismail El Shafei Brian Fairlie   | 6:3, 5:7, 6:4  |
| 6.  | 15. Februar 1976  | Toronto           | Teppich (i) | Frew McMillan    | Alexander Metreweli Ilie Năstase | 6:73, 6:2, 6:3 |
| 7.  | 14. August 1977   | Indianapolis      | Sand        | Patricio Cornejo | Dick Crealy Cliff Letcher        | 6:7, 6:4, 6:3  |
| 8.  | 20. November 1977 | Santiago de Chile | Sand        | Patricio Cornejo | Henry Bunis Paul McNamee         | 5:7, 6:1, 6:1  |
| 9.  | 30. April 1978    | Las Vegas         | Hartplatz   | Álvaro Fillol    | Bob Hewitt Raúl Ramírez          | 6:3, 7:6       |
| 10. | 19. November 1978 | Bogotá            | Sand (i)    | Álvaro Fillol    | Hans Gildemeister Víctor Pecci   | 6:4, 6:3       |
| 11. | 11. November 1979 | Quito (1)         | Sand        | Álvaro Fillol    | Iván Molina Jairo Velasco        | 6:7, 6:3, 6:1  |
| 12. | 16. März 1980     | San José          | Hartplatz   | Álvaro Fillol    | Anand Amritraj Nick Saviano      | 6:2, 7:6       |
| 13. | 19. Oktober 1980  | Canton            | Teppich     | Ross Case        | Andy Kohlberg Larry Stefanki     | 6:2, 7:6       |
| 14. | 26. Oktober 1980  | Tokio             | Sand        | Ross Case        | Terry Moor Eliot Teltscher       | 6:3, 3:6, 6:4  |
| 15. | 7. November 1982  | Quito (2)         | Sand        | Pedro Rebolledo  | Egan Adams Rocky Royer           | 6:2, 6:3       |
| 16. | 6. Februar 1983   | Caracas (2)       | Hartplatz   | Stan Smith       | Andrés Gómez Ilie Năstase        | 6:7, 6:4, 6:3  |

##### Challenger Tour
| Nr. | Jahr          | Turnier  | Belag | Doppelpartner | Finalgegner                         | Ergebnis |
| --- | ------------- | -------- | ----- | ------------- | ----------------------------------- | -------- |
| 1.  | 24. Juni 1984 | Dortmund | Sand  | Álvaro Fillol | Eduardo Bengoechea José López Maeso | 6:3, 6:4 |

#### Finalteilnahmen
| Nr. | Jahr               | Turnier           | Belag       | Doppelpartner    | Finalgegner                    | Ergebnis                |
| --- | ------------------ | ----------------- | ----------- | ---------------- | ------------------------------ | ----------------------- |
| 1.  | 22. Mai 1971       | Bournemouth       | Sand        | Patricio Cornejo | Bill Bowrey Owen Davidson      | 6:8, 2:6, 6:3, 6:4, 3:6 |
| 2.  | 1. Dezember 1971   | Buenos Aires (1)  | Sand        | Patricio Cornejo | Željko Franulović Ilie Năstase | 4:6, 4:6                |
| 3.  | 14. Mai 1972       | Brüssel           | Sand        | Patricio Cornejo | Juan Gisbert Manuel Orantes    | 7:9, 3:6                |
| 4.  | 4. Juni 1972       | French Open       | Sand        | Patricio Cornejo | Bob Hewitt Frew McMillan       | 3:6, 6:8, 6:3, 1:6      |
| 5.  | 13. August 1972    | Indianapolis      | Sand        | Patricio Cornejo | Bob Hewitt Frew McMillan       | 2:6, 3:6                |
| 6.  | 28. Juli 1974      | Washington        | Sand        | Patricio Cornejo | Tom Gorman Marty Riessen       | 5:7, 1:6                |
| 7.  | 9. September 1974  | US Open           | Rasen       | Patricio Cornejo | Bob Lutz Stan Smith            | 3:6, 3:6                |
| 8.  | 24. November 1974  | Buenos Aires (2)  | Sand        | Patricio Cornejo | Manuel Orantes Guillermo Vilas | 4:6, 3:6                |
| 9.  | 8. Februar 1976    | Dayton            | Teppich (i) | Charlie Pasarell | Ray Ruffels Sherwood Stewart   | 2:6, 6:3, 5:7           |
| 10. | 16. April 1978     | Monte Carlo       | Sand        | Ilie Năstase     | Peter Fleming Tomáš Šmíd       | 4:6, 5:7                |
| 11. | 3. Dezember 1978   | Santiago de Chile | Sand        | Álvaro Fillol    | Hans Gildemeister Víctor Pecci | 4:6, 3:6                |
| 12. | 20. September 1981 | Palermo           | Sand        | Belus Prajoux    | José Luis Damiani Diego Pérez  | 1:6, 4:6                |
| 13. | 22. November 1981  | Buenos Aires (3)  | Sand        | Álvaro Fillol    | Marcos Hocevar João Soares     | 6:7, 7:6, 4:6           |

### Mixed

#### Finalteilnahmen
| Nr. | Jahr          | Turnier     | Belag | Doppelpartnerin | Finalgegner                    | Ergebnis |
| --- | ------------- | ----------- | ----- | --------------- | ------------------------------ | -------- |
| 1.  | 15. Juni 1975 | French Open | Sand  | Pam Teeguarden  | Thomaz Koch Fiorella Bonicelli | 4:6, 6:7 |